# Бубрежна капсула
Бубрежна капсула или фиброзна капсула бубрега је влакнасти омотач  који са спољашње стране обавија оба бубрега. Капсула се састоји од чврстих влакана, углавном колагена и еластина (влакнастих протеина), који помажу у одржавању масе бубрега и заштити виталног ткива бубрега од повреда. 

## Значај капсуле у развоју и хомеостази бубрега
Капсула бубрега се састоји од слоја стромалних ћелија окружених листом везивног ткива и од велике је важности током развоја бубрега и хомеостазе бубрега одраслих. 
Током развоја бубрега могу се уочити 3 различите локације стромалних ћелија; капсуларне, кортикалне и медуларне стромалне ћелије. Нефрогенеза се одвија у спољашњој нефрогеној зони, региону непосредно испод бубрежне капсуле  Стромалне ћелије унутар капсуле бубрега су од великог значаја за нефрогенезу. Обично се бубрежна капсула састоји од континуираног слоја Фокд1 и Хок10 позитивних стромалних ћелија. Међутим, у Фокд1  ембрионима, капсула садржи неколико различитих типова ћелија, укључујући ендотелне ћелије и ћелије које експримирају Бмп4, што доводи до одложене и неорганизоване нефрогенезе. Штавише, дефекти у формирању капсуле довели су до адхеренције за зид тела и неуспеха асцензије бубрега што доводи до сраслих бубрега на карличној локацији.  

## Анатомија
Бубрежна капсула се састоји од ткива богатог колагеном и од еластичних и глатка мишићних влакна. Број еластичних и глатких мишићних влакана која се налазе у капсули има тенденцију да се повећава са годинама код појединца.
Максимална дебљина капсуле је обично 2 до 3 милиметра.
Околобубрежна масно ткивао и слој бубрежне фасције окружују бубрежну капсулу. Ови слојеви се заједнички називају масна капсула бубрега.
Влакна  бубрежне капсуле  се протеже у шупљи део бубрега који се назива бубрежни синус,  који садржи мокраћовод, артерије и вене које снабдевају хранљивим материјама и кисеоником  ткива бубрега. Бубрежна капсула се  са овим структурама повезује унутар бубрежног синуса, облажући његове зидове.
Влакна капсуле бубрега примају крв из интерлобарних артерија бубрега које потичу из бубрежне артерије. Ова артерија након што прође  кроз  бубрежну кору стиђе до бубрежне капсуле како би је снабдела крвљу. Додатно снабдевање крвљу бубрежне капсули врши се преко капсуларних грана, које се одвајају директно из бубрежне артерије (спољашње од паренхима бубрега) да би крвљу снабдее бубрежну капсулу и масно ткиво.

## Функција
Функција бубрежне капсуле је да заштити бубрег од повреда и пружи подршку његовој маси. Такође доприноси регулисању запремине (величине) бубрега, као одговор на дејство повишеног крвниог притиска.
Код одраслих бубрега, бубрежна капсула је важна за хомеостазу бубрега. Снажан слој везивног ткива је од значаја за очување реналног интерстицијалног хидростатичког притиска (РХИП) који је неопходан за натриурезу притиска. Декапсулација бубрега код пацова је резултирала нижим РИХП и смањеним притиском натриуретичког одговора.